# Thrash You!
Thrash You! è il secondo album del gruppo thrash metal tedesco Abandoned, distribuito nel 2007.

## Tracce
1. Incantation – 0:52
2. Visions Of Death – 4:12
3. We Are In Hell – 4:00
4. Disorder – 3:24
5. Die In Dignity – 4:06
6. Sands Of Time – 5:10
7. Feel The Fire – 3:58
8. Damned For All Time – 3:49
9. This Is The End – 3:37
10. Repentance – 1:29
11. Too Blind To See – 5:31
12. In Search Of Sanity – 3:05
13. Trapped – 3:40
14. V.O.D. Reprise – 1:13

## Formazione
- Eric "Kalli" Kaldschmidt - voce, chitarra
- Holger Ziegler - chitarra
- Günter Auschrat - basso
- Konrad Cartini - batteria